# Kerdelān
Kerdelān (persiska: كردلان, كُردلَن, كُردِوان, كِرديلِه) är en ort i Iran.   Den ligger i provinsen Bushehr, i den södra delen av landet, 800 km söder om huvudstaden Teheran. Kerdelān ligger 65 meter över havet och antalet invånare är 356.
Terrängen runt Kerdelān är varierad. Runt Kerdelān är det ganska glesbefolkat, med 24 invånare per kvadratkilometer. Närmaste större samhälle är Shanbeh, 16,8 km norr om Kerdelān. Omgivningarna runt Kerdelān är i huvudsak ett öppet busklandskap.